# FtsZ

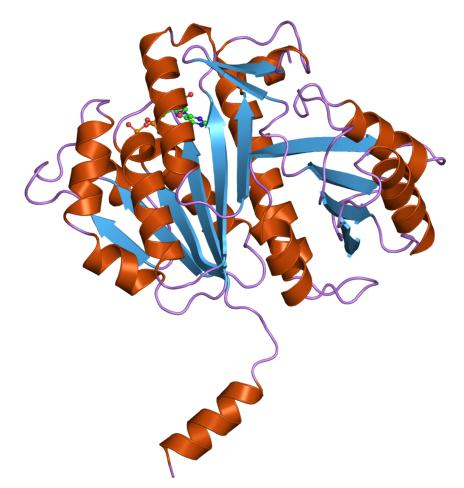
Structuur van FtsZ

FtsZ is een eiwit dat gecodeerd wordt door het gen ftsZ, en dat een ring vormt bij de te vormen scheidingswand bij de celdeling van bacteriën. Dit eiwit is een prokaryotisch homoloog van het eukaryotische eiwit tubuline. De naam ftsZ is ontstaan als een afkorting voor "Filamenting temperature-sensitive mutant Z". De hypothese was dat bepaalde mutanten van E. coli waarbij dit gen uitgeschakeld was als een filament zouden groeien vanwege de onmogelijkheid om de cellen van elkaar te scheiden.
FtsZ was het eerste eiwit van het prokaryotische cytoskelet dat ontdekt is, hoewel deze erkenning als zodanig van recentere aard is dan de ontdekking van het gen zelf. Het gen was al in de jaren 1950 ontdekt door Y. Hirota et al. in het onderzoek naar bacteriële mutanten waarbij de celdeling verstoord was.
In 1991 werd door Erfei Bi en Joseph Lutkenhaus aangetoond dat ftsZ-eiwitten zich tot een Z-ring vormen. In 1998 ontdekten Ralf Reski et al. dat het FtsZ dat in de celkern wordt gedecodeerd, essentieel is voor de deling van chloroplasten.
Tijdens het proces van de celdeling is FtsZ het eerste eiwit dat zich naar de locatie begeeft waar de deling plaats zal vinden, en het is essentieel voor het bijeenbrengen van de andere eiwitten voor het vormen van een nieuwe celscheiding tussen de cellen. De rol van FtsZ is analoog aan dat van actine in de celdeling bij eukaryoten, maar in tegenstelling tot de actine-myosineringen in eukaryoten heeft FtsZ geen motoreiwitten gebonden.